# Walter Petzel
Walter Petzel, nemški general, * 28. december 1883, † 1. oktober 1965.